# Britiske Rheinarmé
Den Britiske Rheinarmé (engelsk: British Army of the Rhine, forkortet BAOR) var i løbet af årene to militære enheder der bar samme navn og havde opgave, okkupationen af det tyske Rheinland. Den første Rheinarmé blev opstillet efter 1. verdenskrig for at administrere okkupationen af Rheinlandet. Den anden britiske Rheinarmé blev opstillet 2. verdenskrig for at administrere den britiske besættelseszone i Vesttyskland. På grund af en potentiel invasionstrussel fra den sovjetiske Røde Hær blev NATO etableret og herefter ændredes Rheinarméens opgave fra administration af et geografisk område til et militært forsvar.

## Den første Rheinarmé
Den første Rheinarmé blev opstillet i marts 1919 for at, sammen med belgiske, franske og amerikanske styrker, besætte Rheinlandet. Styrken bestod oprindeligt af ti infanteridivisioner og en kavaleridivision baseret i nærheden af Køln. I 1922 omorganiseredes Rheinarméen og bestod hefter af to brigader med i alt 17 bataljoner. Efter Locarno-traktaten i 1925 ophørte okkupationen af Rheinlandet og den britiske Rheinarmé blev opløst i 1929.

### Øverstkommanderende
- Feltmarskal Herbert Plumer (1918 – 1919)
- General William Robertson (1919 – 1929)
- General Thomas Morland (1920 – 1922)
- General Alexander Godley (1922 – 1924)
- General John Du Cane (1924 – 1927)
- General William Thwaites (1927 – 1929)

## Den anden Rheinarmé
Den anden Rheinarmé blev opstillet den 25. august 1945 på baggrund af den daværende 21th Army Group. Arméens oprindelige formål var at administrere de britiske militære distrikter i det besatte Tyskland efter 2. verdenskrig. Efterhånden som den nyetablerede vesttyske civiladministration begyndte at overtage administrationen af området, administrerede Rheinarméen nu kun de militære styrker i de britiske ansvarsområder i Vesttyskland.
Efterånden som man anså en invasion fra Sovjetunionens Røde Hær som en større og større trussel, ændredes BOARs rolle i Vesttyskland fra besættelsesmagt til en forsvarsstyrke. BOAR blev det britiske primære bidrag til NATO efter alliancen blev etableret i 1949. Rheinarméens primære kamptropper var British I Corps. Fra 1952 var chefen for Rheinarméen også øverstkommanderende for NATO's Northern Army Group (NORTHAG) i spændings- eller krigstid. BAOR var på et tidspunkt også bevæbnet med taktiske atomvåben. I 1967 blev styrken reduceret til 53.000 soldater.
I 1993 betød nedskæringer i det britiske forsvar at Rheinarméen blev nedlagt og erstattet af en ny styrke på 25.000 mand benævnt British Forces Germany (BFG) i 1994. Et antal britiske kaserner i det nyligt forenede Tyskland blev nedlagt som følge af den reducerede styrke. De var blandt andet placeret i Soest, Soltau, og Minden.

### Øverstkommanderende
- Feltmarskal Bernard Montgomery (1945 – 1946)
- Generalløjtnant Richard McCreery (1946 – 1948)
- Generalløjtnant Brian Horrocks (1948)
- Generalløjtnant Charles Keightley (1948 – 1951)
- General John Harding (1951 – 1952)
- General Richard Gale (1952 – 1957)
- General Alfred Ward (1957 – 1960)
- General James Cassels (1960 – 1963)
- General William Stirling (1963 – 1966)
- General John Hackett (1966 – 1968)
- General Desmond Fitzpatrick (1968 – 1970)
- General Peter Hunt (1970 – 1973)
- General Harry Tuzo (1973 – 1976)
- General Frank King (1976 – 1978)
- General William Scotter (1978 – 1980)
- General Michael Gow (1980 – 1983)
- General Nigel Bagnall (1983 – 1985)
- General Martin Farndale (1985 – 1987)
- General Brian Kenny (1987 – 1989)
- General Peter Inge (1989 – 1992)
- General Charles Guthrie (1992 – 1994)